# WX Весов
WX Весов (лат. WX Librae) — двойная затменная переменная звезда типа Алголя (EA) в созвездии Весов на расстоянии приблизительно 789 световых лет (около 242 парсеков) от Солнца. Видимая звёздная величина звезды — от +12,7m до +12,1m. Орбитальный период — около 0,46 суток (11,04 часов).